# Automatrestaurang

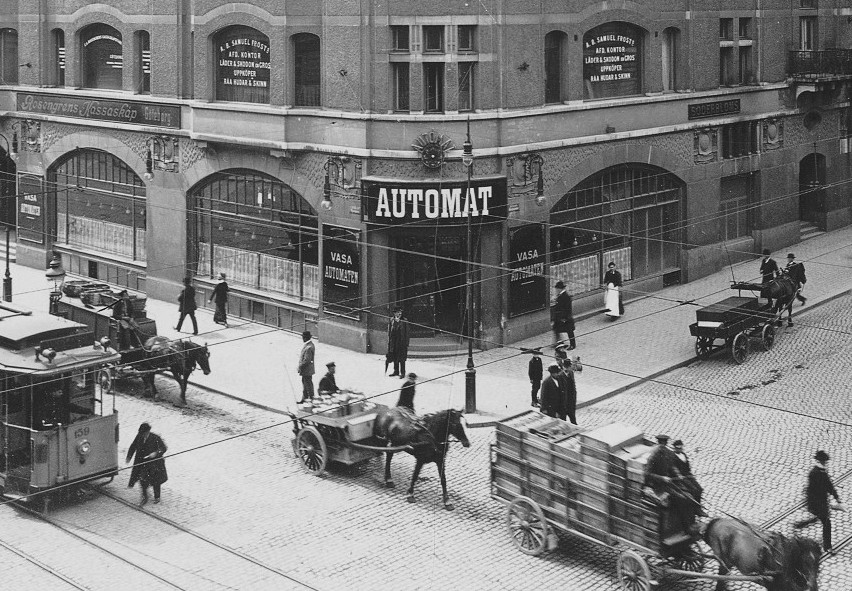
Vasa Automaten, Vasagatan 15-17

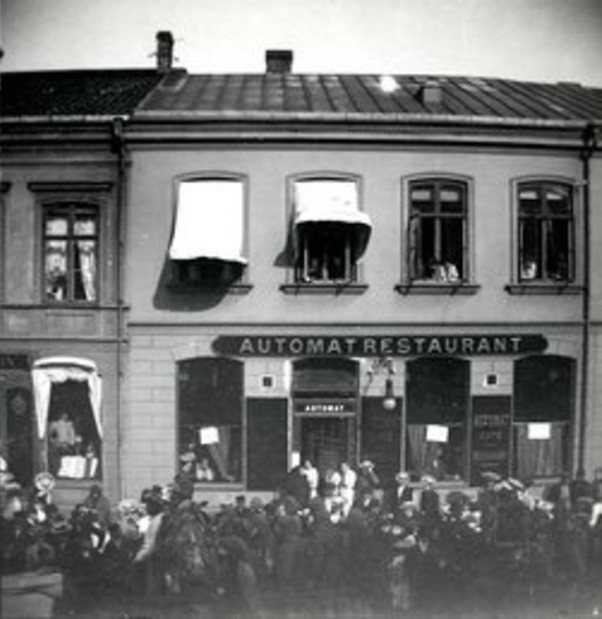
Automatrestauranten på Storgatan i Halmstad, troligen 1907

Automatrestaurang var ett matställe där gästen själv serverade sig ur sådan för ändamålet konstruerad automat som blev populär kring sekelskiftet 1900.

## Historik

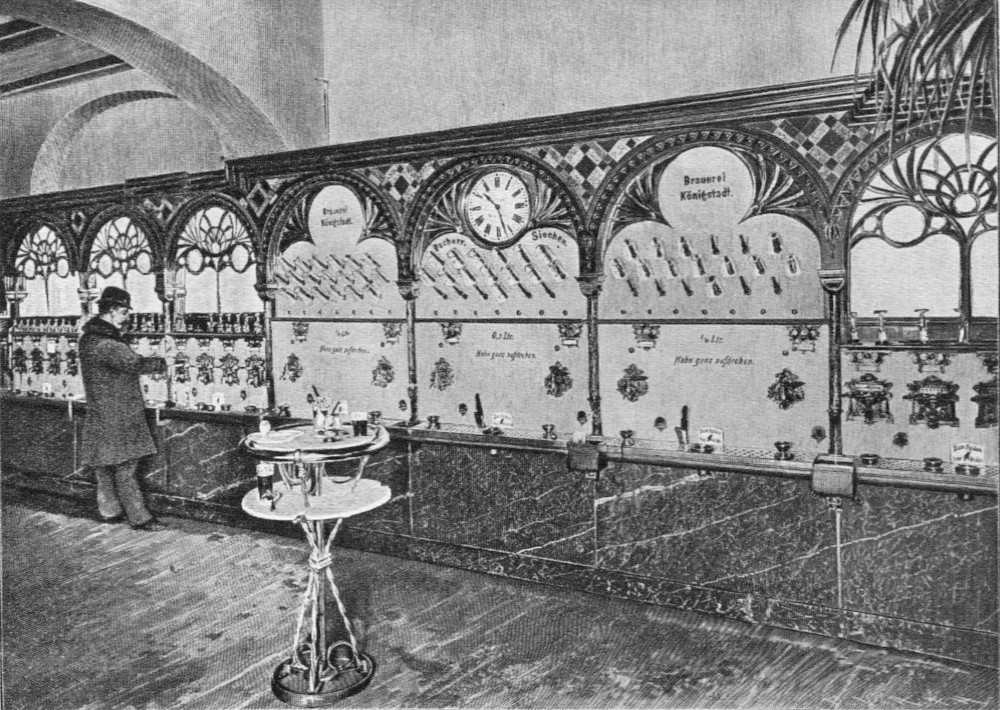
Världens första automatrestaurang vid Leipziger Straße 13, Berlin, 1897

Samtidigt som de golvstående varuautomaterna i Sverige kom under tidigt 1900-tal öppnades den första automatrestaurangen i Sverige 1899 med inspiration från Hamburg, Paris och Christiania. Restaurangerna var enkelt inredda med väggar inredda med varufack där gästerna stoppade in mynt i en springa som godkändes av en automatiserad maskin som sedan öppnade en lucka eller kran där personal bakom väggen hade lagat mat och fyllt på. Restaurang- och kaféautomaterna var från början ett tyskt fenomen som etablerades 1896. Svenska entreprenörer försökte därefter efterlikna restaurangerna och blev senare stora leverantörer inom branschen med företaget AB Nya Fabrikautomaten i framkant. De första automatkaféerna grundades i Malmö på adresserna Södra Tullgatan 6 och Södergatan 32. Efter invigningen av kaféet på Södra Tullgatan beskrev Svenska Dagbladet kaféet som en servisplats med fina bufféer med bland annat smörgåsar, kall mat, kaffe och choklad där interiören var i elegant vit marmor. Ur kranar hämtades öl, vatten, buljong och andra drycker. År 1907 kostade dessa drycker 10 öre. En varmrätt kostade 75 öre. Tidningen fortsatte att rapportera om det damrum som även inrättades bredvid den stora salen. Anledningen till att det inte var ovanligt att dessa rum förekom var att det inte var socialt accepterat att kvinnorna åt i rum med män. Samtidigt hade kvinnorna börjat arbeta utanför hemmet och behövde därmed tillgång till lunchplatser. I Sverige fanns det ett hundratal olika automatrestauranger och kaféer där Malmö och Göteborg hade 15 vardera och Stockholm var ledande med ungefär 60 stycken. Efter andra världskriget försvagades automatrestaurangernas position i samhället och det fanns inte samma behov av att använda dessa handelsplatser. Detta i kombination med att de svenska automatrestaurangerna aldrig blev elektrifierade som de blev i exempelvis Tyskland gjorde att verksamheten försvann under 1920-talet. Det som ersatte automatrestaurangerna blev i stället självserveringen vid disk.
Automater var den nya tidens matställen under några decennier kring sekelskiftet 1900. Ibland fanns flera matsalar, och en av dessa serverade varma rätter. På andra sidan var inredningen enklare. Maskineriets baksida bestod av ett kök, och där arbetade personalen med att fylla på mat i de olika luckorna. Dryckerna fylldes på i rörformiga behållare, och de rör med drycker som skulle hållas varma omgavs av vatten som kokade med hjälp av en gasbrännare.
Tanken med automaterna var att sänka omkostnaderna genom att eliminera serveringspersonal, samtidigt som själva ätandet förenklades. Det moderna samhället kom med cyklar, tåg, normaltid och ett mer hektiskt storstadsliv. Klockan blev viktig och under de sista decennierna på 1800-talet ökade tillverkningen och importen av fickur kraftigt. Kontoristerna hade korta lunchraster och man behövde äta snabbare. Automatrestaurangerna blomstrade. År 1899 hade den första öppnats i Malmö och vid Drottninggatan 19 i Stockholm. År 1914 fanns det 34 så kallade automater i Stockholm.
Ivar Lo-Johansson beskriver automatpubliken år 1920 i sin roman Stockholmaren (1954) så här: 
| ” | Gästerna på automaterna var arbetare, gatflickor i försvarlig ålder, sena nattvandrare med våta skor som satte fotspår på golvplattorna, violinister med fioler men utan någon att spela för. Borden var runda järnbord. Vid dem satt jag och skrev dikter. Jag föreställde mig att Dan Andersson närsomhelst kunde komma in på automaten. | „ |

År 1912 öppnades i Malmö Wegarestaurangen som en självservering i det nybyggda Öresundshuset i hörnet av Skeppsbron/Carlsgatan (ej att förväxla med det hus som byggdes på 1970-talet med samma namn). En bevarad vägg från en automatrestaurang finns på Malmö Museer. År 1961 flyttades Automaten Wega dit och blev en del av den permanenta utställningen.

## Bildgalleri

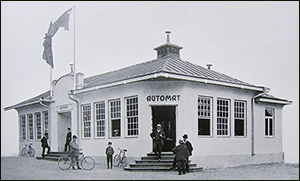
Djurgårdsautomaten
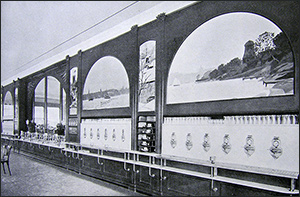
Vägg i automatrestaurang
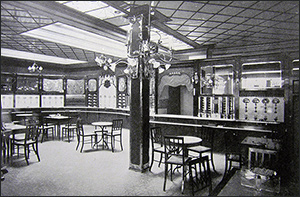
Automatrestaurangen Standard
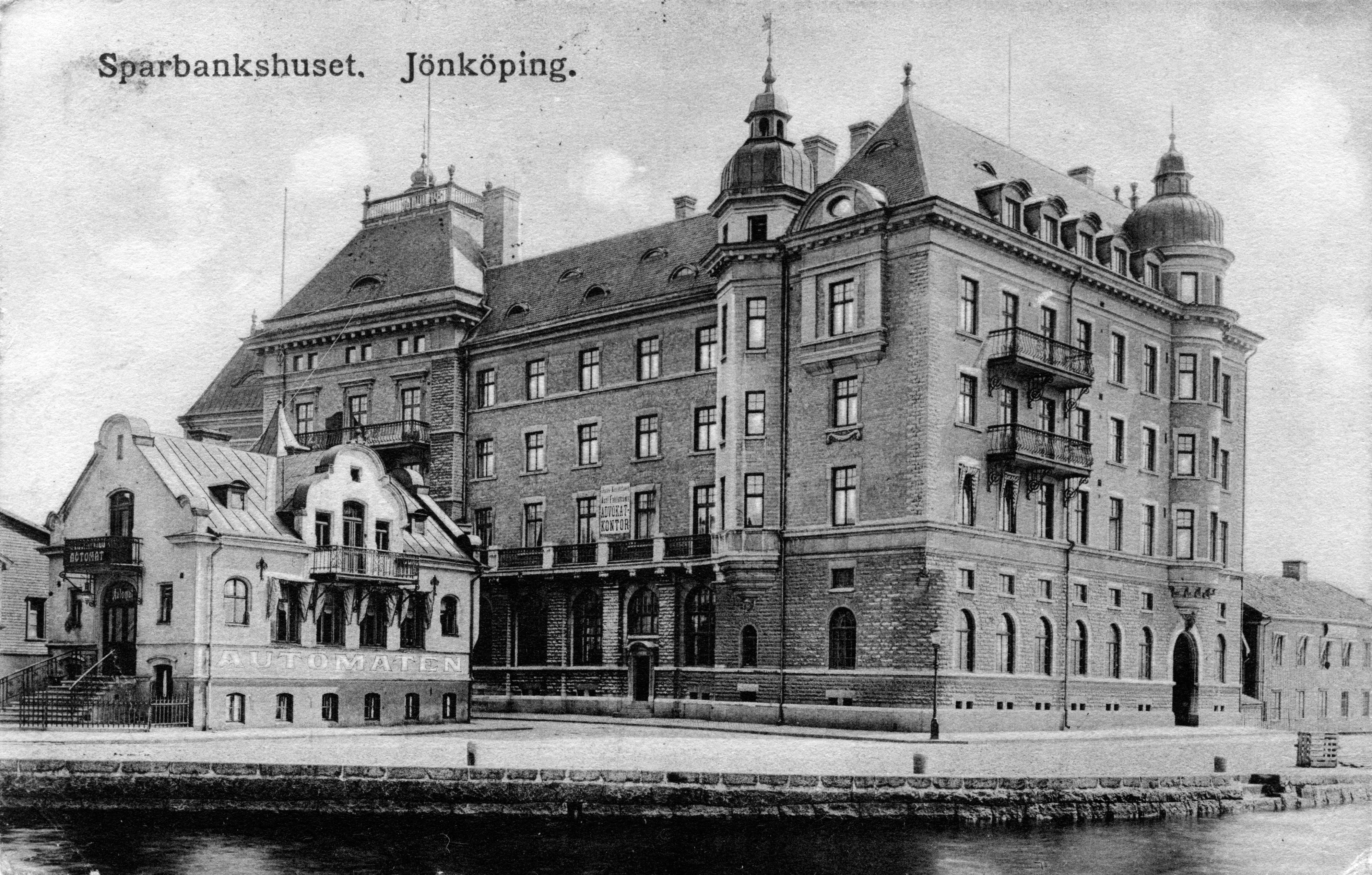
Automatrestauranten i Kruckenbergska huset vid Södra Strandgatan i Jönköping, bredvid Gamla sparbankshuset
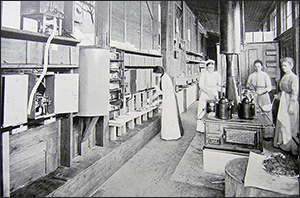
Köket i en automatrestaurang
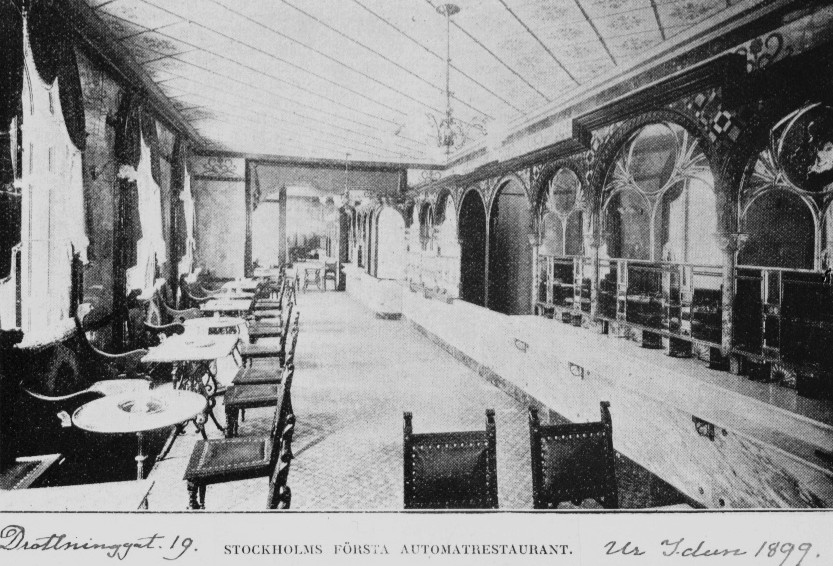
Stockholms första automatrestaurang